# Conselho de classe
Conselho de classe é uma discussão coletiva onde são apontadas as dificuldades dos alunos, professores e instituição de ensino na busca por melhorias na educação.. Segundo a LDB no seu Art. 30, o Conselho de Classe é um órgão colegiado de natureza consultiva e deliberativa em assuntos didático-pedagógicos, com atuação restrita a cada classe, tendo por objetivo avaliar o processo ensino- aprendizagem na relação professor-aluno e os procedimentos adequados a cada caso.

## Definição
Conselho de Classe é uma reunião avaliativa em que diversos especialistas envolvidos no processo ensino-aprendizagem discutem acerca da aprendizagem dos alunos, o desempenho dos docentes, os resultados das estratégias de ensino empregadas, a adequação da organização curricular e outros aspectos referentes a esse processo, a fim de avaliá-lo coletivamente, mediante diversos pontos de vista.

## Objetivos
O Conselho de Classe é uma oportunidade de reunir os professores com o objetivo de refletir sobre a aprendizagem dos alunos e o processo de ensino. Seu objetivo é favorecer uma avaliação mais completa do estudante e do próprio trabalho docente, proporcionando um espaço de reflexão sobre o trabalho que está sendo realizado e possibilitando a tomada de decisão para um novo fazer pedagógico, favorecendo mudanças para estratégias mais adequadas à aprendizagem de cada turma e/ou aluno.
No Conselho de Classe, mais do que decidir se os alunos serão aprovados ou não, objetiva-se encontrar os pontos de dificuldade tanto dos alunos quanto da própria instituição de ensino na figura de seus professores e organização escolar.
Nele deve haver uma discussão coletiva onde serão apontadas dificuldades de alunos, professores e instituição de ensino, a fim de buscar melhorias para o processo ensino-aprendizagem. Ele é um espaço democrático de construção de alternativas para o desenvolvimento da instituição de ensino e das estratégias para o atendimento aos que nela estudam.
O Conselho de Classe, enquanto instrumento de avaliação, requer que os alunos estejam sendo constantemente observados pelos professores e demais especialistas que compõem os profissionais da instituição de ensino. Para isso, a avaliação deve ser cotidiana, pois todo o dia, toda a semana, até o final do semestre ou ano, cada aluno deve estar sendo percebido pelos professores que trabalham com ele. Ao observar, diagnosticar e registrar, saberes estão sendo extraídos sobre cada aluno de forma a enquadrá-lo dentro de uma determinada categoria de desenvolvimento que define alvos a serem alcançados por todos.
A equipe pedagógica deve ter em mente os alvos educacionais a serem desenvolvidos e avaliados no processo de aprendizagem dos alunos. Esses alvos devem abranger atitudes de participação, respeito e responsabilidade; construção de conhecimento e apreensão de conteúdos e conceitos; e formação do caráter e da cidadania.
Para tanto, o planejamento deve ser feito com o objetivo de acolher as particularidades de alunos e professores, assim como deve servir para a reorganização do trabalho pedagógico e unir a teoria e a prática para uma aprendizagem significativa dos estudantes.
O Conselho de Classe, para cumprir sua função, exige dos professores um olhar cotidiano detalhado sobre cada indivíduo para que, durante a reunião, possam contar, explicar, lembrar e definir, a partir daquilo que observaram e obtiveram como informação sobre a aprendizagem, o desenvolvimento e a história de vida de cada aluno, assim como o tipo de progressão adequada para cada um deles.
A equipe pedagógica deve ter em mente que o processo de avaliar possui, basicamente, três passos:
- Conhecer o nível de desempenho inicial do aluno (constatação da realidade);

- Analisar o progresso do aluno comparando seu nível inicial de desempenho com o nível atual, considerando o que é essencial e importante de ser aprendido e desenvolvido ao longo do processo educativo (qualificação da aprendizagem);

- Tomar decisões que possibilitem atingir os resultados esperados.

Fundamendal é ter consciência de que só se pode avaliar o que foi ensinado e que a evolução do aluno, seu progresso entre o nível inicial e atual, é o que importa.
Desta forma, é necessário que enquanto os alunos têm seu desenvolvimento avaliado, os professores também reflitam sobre a necessidade de reformular as práticas educativas a fim de levar sugestões para somar às reflexões que serão realizadas durante o Conselho de Classe.

## Organização

### Quem participa
Professores, orientadores, supervisores e o líder de classe ( representante ou vice-representante).

### Objetivo
Compartilhar informações sobre a classe e sobre cada aluno para embasar a tomada de decisões para a melhoria do processo ensino-aprendizagem.

### Vantagens
- Viabiliza avaliações mais completas sobre a aprendizagem e o desenvolvimento dos alunos;

- Facilita a compreensão dos fatos com a exposição de diversos pontos de vista;

- Permite a avaliação da eficácia dos métodos utilizados;

- Possibilita a análise do currículo;

- Promove a troca de ideias para tomada de decisões rumo à melhoria do processo ensino-aprendizagem;

- Favorece a integração entre professores.

### Como planejar
Preparar a pauta da reunião listando os itens que precisam ser comentados e discutidos. Todos os participantes devem ter direito à palavra para enriquecer o diagnóstico dos problemas, suas causas e soluções.

### O que esperar
Chegar a um consenso da equipe em relação:
- Às avaliações de desenvolvimento dos alunos, considerando as singularidades de comportamentos, aprendizagens e histórias de vida de cada um;

- Às intervenções necessárias para melhorar o processo ensino-aprendizagem das turmas e dos alunos, individualmente.

### Resultado
- Promover uma visão mais correta, adequada e abrangente do papel da avaliação no processo ensino-aprendizagem;

- Valorizar a observação do progresso individual dos alunos aula a aula, bem como seu comportamento cognitivo, afetivo e social durante as aulas;

- Reconhecer o valor da história de vida dos alunos, tanto no que se refere a seu passado distante quanto próximo (período a ser avaliado);

- Incentivar a auto-análise e auto-avaliação dos profissionais de ensino;

- Prever mudanças tanto na prática diária de cada docente como também no currículo e na dinâmica escolar, sempre que necessário;

- Traçar metas para que as mudanças sugeridas sejam efetivamente realizadas.